# Альберт Серра
Альбе́рт Серра́ (ісп. Albert Serra; нар. 31 березня 1975, Баньолас, Каталонія, Іспанія) — іспанський каталонський незалежний кінорежисер, сценарист та кінопродюсер. Лауреат та багаторазовий номінант низки національних та міжнародних кінопремій . Серра був названий «одним з найбільш своєрідних і радикальних режисерів, які працюють сьогодні».

## Біографія
Альберт Серра народився 31 березня 1975 року в каталонському місті Баньолас, Іспанія. У 18 років переїхав у Барселону де вивчав іспанську філологію та історію мистецтва.
У 2003 році Серра дебютував в кіно, поставивши за власним сценарієм та спродюсувавши фільм «Креспія». Наступний його фільм «Лицарська честь», адаптація Дон Кіхота Сервантеса, був представлений на Двотижневику режисерів в рамках 59-го Каннського кінофестивалю.
У 2013 році фільм Серра «Історія моєї смерті» був відзначений Золотим леопардом на кінофестивалю у Локарно.
У 2016 році вийшов біографічний фільм Альберта Серра «Смерть Людовика XIV», поставлений ним у Франції за власним сценарієм з Жаном-П'єром Лео в ролі помираючого короля. Стрічку було номіновано у 4-х категоріях на здобуття кінопремії «Люм'єр» за 2016 рік, зокрема за найкращий фільм та найкращу режисерську роботу.
Альберт Серра є менеджером кінокомпанії Andergraun Fims, створеної Монтосом Тріолою, в першу чергу для виробництва фільмів Серра.

## Фільмографія
| Рік  |     | Назва українською                     | Оригінальна назва                   | Режисер | Сценарист | Продюсер | Монтажер |
| ---- | --- | ------------------------------------- | ----------------------------------- | ------- | --------- | -------- | -------- |
| 2003 |     | Креспія                               | Crespià                             | Так     | Так       | Так      |          |
| 2006 |     | Лицарська честь                       | Honor de cavalleria                 | Так     | Так       | Так      |          |
| 2007 | к/м | Росія                                 | Rússia                              | Так     | Так       |          |          |
| 2008 |     | Пташина пісня                         | El cant dels ocells                 | Так     | Так       |          | Так      |
| 2010 |     | Імена Христа                          | Els noms de Crist                   | Так     | Так       | Так      |          |
| 2011 |     | 60 секунд самотності в нульовому році | 60 Seconds of Solitude in Year Zero | Так     |           |          |          |
| 2012 |     | Три маленькі свині                    | Three Little Pigs                   | Так     | Так       |          | Так      |
| 2013 |     | Історія моєї смерті                   | Història de la meva mort            | Так     | Так       | Так      | Так      |
| 2016 |     | Смерть Людовика XIV                   | La mort de Louis XIV                | Так     | Так       |          | Так      |
| 2022 |     | Муки на островах                      | Tourment sir les îles               | Так     | Так       |          |          |

## Визнання
| Рік                                        | Категорія                                              | Фільм               | Результат    |
| ------------------------------------------ | ------------------------------------------------------ | ------------------- | ------------ |
| Туринський кінофестиваль                   |                                                        |                     |              |
| 2006                                       | Золотий приз за найкращий сценарій — Особлива згадка   | Лицарська честь     | Перемога     |
| 2006                                       | Приз міста Турина за найкращий художній фільм          | Лицарська честь     | Перемога     |
| Каннський кінофестиваль                    |                                                        |                     |              |
| 2006                                       | Золота камера                                          | Лицарська честь     | Номінація    |
| Барселонська кінопремія                    |                                                        |                     |              |
| 2006                                       | Найкращий фільм каталонською мовою                     | Лицарська честь     | Перемога     |
| 2006                                       | Найкращий новий режисер                                | Лицарська честь     | Перемога     |
| Віденський кінофестиваль (Відень, Австрія) |                                                        |                     |              |
| 2006                                       | Приз ФІПРЕССІ                                          | Лицарська честь     | Перемога     |
| Премія Гауді                               |                                                        |                     |              |
| 2009                                       | Найкращий режисер                                      | Пташина пісня       | Перемога     |
| 2017                                       | Найкращий фільм не каталонською мовою                  | Смерть Людовика XIV | Номінація    |
| 2017                                       | Найкращий режисер                                      | Смерть Людовика XIV | Номінація    |
| 2017                                       | Найкращий монтаж                                       | Смерть Людовика XIV | Номінація    |
| Міжнародний кінофестиваль у Локарно        |                                                        |                     |              |
| 2013                                       | Золотий леопард                                        | Історія моєї смерті | Перемога     |
| Єрусалимський кінофестиваль                |                                                        |                     |              |
| 2016                                       | Премія Хаггіаг за найкращий міжнародний фільм          | Смерть Людовика XIV | Перемога     |
| 2016                                       | Премія Фонду сім'ї Вілф за найкращий міжнародний фільм | Смерть Людовика XIV | Перемога     |
| Приз Жана Віго                             |                                                        |                     |              |
| 2016                                       | Найкращий художній фільм                               | Смерть Людовика XIV | Перемога     |
| Приз Луї Деллюка                           |                                                        |                     |              |
| 2016                                       | Найкращий фільм                                        | Смерть Людовика XIV | Номінація    |
| Премія «Люм'єр»                            |                                                        |                     |              |
| 2017                                       | Найкращий фільм                                        | Смерть Людовика XIV | В очікуванні |
| 2017                                       | Найкращий режисер                                      | Смерть Людовика XIV | В очікуванні |

## Політичні погляди
У інтерв'ю 2018 року російському журналу Colta зізнавався у симпатіях до Володимира Путіна та бажанні працювати на російську розвідку. Згодом у серпні 2022 року Серра підтвердив свої погляди в інтерв'ю Vía Libre на RAC1, висловивши своє захоплення Путіним і Трампом: «Це персонажі, які виходять за межі фігури політика, який прагне лише консенсусу». У лютому 2024 року як член журі Берлінале у відповідь на запитання журналістки видання Deutsche Welle чи змінив журналіст погляди на Путіна через вторгнення, Серра не зумів пояснити свою позицію.
У 2023 році режисер оголосив, що зніматиме документальний фільм «Поза цим світом», у якому досліджуватиме суперництво між США та Росією на прикладі війни в Україні. Судячи з синопсису, дослідження це починається з питання санкцій і як його можна «вирішити».